# Рахманы
Рахманы (рум. rohmani, молд. рохмань; рум. blajini, молд. блажинь) — мифический народ в сказаниях западных украинцев и молдаван. Считается, что этот благочестивый народ живёт на Островах Блаженных, за краем земли, где никакие плоды никогда не оскудевают. Нет у них ни ножей железных, ни домов, ни огня, ни золота и серебра, нет и одежды, нет ни драк, ни зависти, ни воровства, ни разбоя. Они не имеют собственного календаря и потому празднуют Пасху тогда, когда доплывёт к ним скорлупа яйца, брошенная в реку на Великую Субботу. Рахманы живут от 100 до 860 и даже до 1800 лет.

## Сказания о рахманах
Согласно легендам, рахманы являются потомками Сифа, одного из сыновей Адама. Они живут на рахманском острове (Островах Блаженных), который находится в Океане, за краем земли.
Сказания о рахманах встречаются уже в Несторовой летописи с указанием источника — хроники Георгия Амартола. Сохранились два важных произведения древнерусской литературы, связанные с рахманами. Первый — «Слово о рахманах и предивном их житии», где описывается жизнь долгожителей-рахманов, полная изобилия и радости.
В «Слове о рахманах» остров описывается так:

«И на том острове…, никакие плоды никогда не оскудевают во все времена года, ибо в одном месте цветёт, в другом растёт, а в третьем собирают урожаи. Тут же произрастают огромные и труднодоступные индийские орехи, с чрезвычайно приятным запахом, и встречается камень магнит».

То же «Слово о рахманах» сообщает:

«У рахман же народ благочестив, и живут они совершенно без стяжания… обитают нагие у реки и всегда восхваляют Бога. У них нет ни четвероногих, ни земледелия ни железа, ни храмов… ни огня, ни золота… ни вина, ни едения мяса… ни царя, ни купли, ни продажи, ни распрей, ни драк, ни зависти… ни воровства, ни разбоя… они не стремятся к пресыщению, но насыщаются сладкой дождевой влагой и свободны от всяких болезней и тления, довольствуются небольшим количеством плодов и сладкой воды, и веруют искренно в Бога, и беспрестанно молятся».

Их остров на краю Океана якобы посетил Александр Македонский во время похода на Индию. В данной связи принято считать, что рахманы — это индийские жрецы брахманы, обращённые легендой в образцовых христиан. В «Сербской Александрии» рассказывается, что рахманы напророчили Александру следующее: «Когда всем миром и светом овладеешь, государства и отечества своего больше не увидишь; и когда всё земное приобретешь, тогда ад унаследуешь». Александр так проникся образом жизни рахманов, что хотел остаться у них, и только «забота о македонянах» заставила его пойти дальше.
В другом источнике отсутствуют упоминания о Индии. Те же Острова Блаженных подробно описаны в апокрифе, известном под названием «Хождение Зосимы к Рахманам», изданном Тихонравовым по двум спискам, XIV и XVII вв. Здесь рассказано, как к пустыннику Зосиме после 40-дневного поста явился ангел и указал путь к далёкой земле Блаженных, отделённой от грешного мира глубокой, как бездна, рекой, недосягаемой ни для птиц, ни для ветра, ни для Солнца, ни для дьявола. Сначала верблюд перенёс его через пустыню, затем ветер принёс его к реке, за которой жили блаженные. По волшебному дереву, склонившемуся перед отшельником, Зосима переправился через реку и очутился в стране Блаженных, в русском апокрифе она описывается в духе классического «золотого века» с поправками на христианские представления о праведности. Пробыл Зосима в стране рахманов семь дней.

## Народные представления и обряды
Рахманы днём и ночью пребывают в молитве, питаются плодами земли и пьют сладкую воду, вытекающую из-под корня одного дерева. Нет у них ни винограда, ни железных сосудов, ни ножей железных, ни домов, ни огня, ни золота и серебра, нет и одежды. Прижив с женой двух детей, рахманы разводятся и живут целомудренно. Согласно апокрифическим текстам, мужчины и женщины у рахман живут отдельно и встречаются лишь один раз в год. «Когда же жена родит двух детей, тогда уже муж к ней не ходит, и она также ни с кем не сближается, блюдя великое воздержание. А если она окажется бесплодной, и если муж к ней приходит в течение пяти лет и пребывает с нею и она не родит, то уже более он к ней не является. Вот почему страна их немноголюдна, ибо мало у них наслаждений и соблюдается воздержание». Они спят в пещерах на земле, устланной древесными листьями. Ангелы сообщают рахманам о праведных и грешных людях на земле, сколько кому назначено лет жизни, и рахманы молятся за людей, потому что, как сказали они Зосиме, «мы от вашего рода есмы». В посту рахманы вместо древесных плодов питаются манной, спадающей с неба, и только по этому судят о перемене времени. Рахманы живут от 100 до 860 и даже до 1800 лет. Они знают время своей кончины и умирают без болезни и без страха.
Сказания о рахманах в Южной России проникли в глубь народа, причём особенно привилось в южнорусской почве предание о рахманском светлом празднике (велыкдне). В Литинском уезде говорили, что рахмане — христиане. Они не имеют собственного счисления времени и потому празднуют Пасху тогда, когда доплывёт к ним скорлупа яйца. Вследствие этого существовало в народе обыкновение выбрасывать в Великую Субботу в реку скорлупы яиц, которые доплывают к рахманам через три с половиною или четыре недели.
Искажением поверья представляется дополнительная черта, что рахманы живут под землёй. В Галиции существует поверье, что скорлупы, доплыв в рахманскую страну, обращаются в яйца и каждое яйцо идёт на 12 рахман, питающихся от него в течение года. Пуская скорлупу на воду, сохраняют молчание или приговаривают: «плыньте в рахманьски край». На рахманский велыкдень, бывающий в среду на четвёртой неделе после Пасхи, по традиции не работали. Существует легенда, что в галицийском селении Гарасимове мужик, выехавший однажды в этот день в поле пахать, провалился под землю вместе с погонщиком, плугом и волами, и если в день рахманского светлого праздника приложить ухо к земле, то можно слышать крики погонщика о помощи. По другой легенде, баба, стиравшая бельё на рахманский велыкдень, умерла на следующий день.
На Украине на рахманский велыкдень ломали берёзовые ветки, приписывая им целебное значение (правят кость).
В Молдавии и Румынии рахманов называли Rohmani, Rocmani, Rahmani, Rugmani. Более распространённое название — Blajini. Там день поминовения усопших называется Paștele Blajinilor и празднуется в зависимости от местности либо через неделю после Пасхи, либо через два месяца (реже). Вера в рахманов была очень распространена на территории Поднестровья. В документах из этой местности встречаются слова «рахманный» (добрый, хороший), «рахманная» («плодородная» — о земле). Бросая в реку скорлупу пасхальных яиц, жители Поднестровья были уверены, что яйца (уже целыми) приплывут к «блаженным рахманам». Об этом обычае упоминает известный фольклорист Адриан Фоки в книге «Народные праздники и предрассудки конца XIX в. Ответы на анкеты Н. Денсушану».
В Румынии также существует поверье, что рахманами становятся младенцы, умершие некрещёными. Другая легенда рассказывает, что рахманы — это древние люди, вера которых гораздо сильнее, чем вера современных жителей. После конца света они займут место людей на земле.